# Howard Dean
Howard Dean, właśc. Howard Brush Dean III (urodzony 17 listopada 1948 w Nowym Jorku) – amerykański polityk, członek partii demokratycznej. Od 1991 do 2003 gubernator stanu Vermont (wybrany pięciokrotnie).
Kandydował w prawyborach Partii Demokratycznej na prezydenta w 2003/2004. Jego kampania wyborcza wyróżniła się bardzo nowatorskim podejściem do zdobywania datków pieniężnych i organizowania swoich zwolenników, głównie przez bezprecedensowe wykorzystanie Internetu. Dzięki temu Dean, przedtem mało znany lokalny polityk, niespodziewanie pojawił się na pierwszym miejscu w sondażach i utrzymywał tę pozycję przez kilka miesięcy. Prześcignął również innych Demokratycznych kandydatów w ilości zebranych pieniędzy na kampanię wyborczą, co umocniło jego pozycję jako faworyta.
Jego lewicowe poglądy i status "outsidera" stworzyły jednak wizerunek polityka, który wprawdzie może zdobyć poparcie wielu Demokratów, ale nie miałby jednak szans na wygranie wyborów prezydenckich. Inni, bardziej tradycyjni kandydaci krytykowali go głównie za "niemożność wyboru" (unelectability). Działania te przyniosły sukces, i już w pierwszych prawyborach w stanie Iowa Dean niespodziewanie uzyskał tylko trzecie miejsce (wyprzedzili go John Kerry i John Edwards). Wieczorem w dniu prawyborów, podczas politycznego mityngu, Dean zachował się dosyć niefortunnie, krzycząc entuzjastycznie do mikrofonu. Ten "krzyk Deana" (the Dean Scream) został następnie nagłośniony przez media, i incydent ten praktycznie zamknął jego szanse na zdobycie nominacji. W kolejnych prawyborach w stanie New Hampshire Dean zdobył drugie miejsce. Pierwsze zdobył John Kerry, stając się faworytem do wygrania prawyborów. W trzecich prawyborach w stanie Wisconsin 17 lutego, 2004 Dean był trzeci. Następnego dnia ogłosił koniec swojej kampanii wyborczej, choć nie wycofał swojego nazwiska i nadal zachęcał swoich zwolenników, by głosowali na niego, tak by ich głos liczył się podczas konwencji mającej wybrać kandydata. Następnie zupełnie niespodziewanie wygrał jeszcze prawybory w swoim rodzinnym stanie Vermont.
Jego kampania, choć zakończyła się porażką, miała znaczący wpływ na Partię Demokratyczną i umocniła jej pozycję, pozwalając jej wystawić silnego kandydata do wyborów prezydenckich, podczas gdy przed pojawieniem się Deana zapowiadało się, że popularny wtedy jako autor inwazji Iraku George W. Bush ubiegający się o ponowny wybór wygra z łatwością. W rzeczywistości, po trudnej kampanii i wobec pogarszającej się sytuacji w Iraku Bush wygrał zdobywając 50,7% głosów, tylko nieznacznie wyprzedzając Johna Kerry’ego, który zdobył 48,3%.
12 lutego 2005 Dean został wybrany prezydentem Krajowej Komisji Koordynacyjnej (Democratic National Committee) Partii Demokratycznej pełnił tę funkcję do 21 stycznia 2009, ale nadal odgrywa znaczącą rolę w życiu politycznym Stanów Zjednoczonych.